# Kanchanaburi (stad)
Kanchanaburi (Thais: กาญจนบุรี, ook wel:Kan of Kanburi) is een stad in Centraal-Thailand. Kanchanaburi is de hoofdstad van de provincie Kanchanaburi en het district Kanchanaburi. De stad telde in 2000 bij de volkstelling 52.119 inwoners en ligt aan de samenvloeiing van de rivieren de Khwae Yai en de Khwae Noi die tezamen de Mae Klong vormen. De bekende spoorbrug is onderdeel van de Birmaspoorlijn (of dodenspoorlijn), die door dwangarbeiders tijdens de Tweede Wereldoorlog werd gebouwd in opdracht van de Japanners. Naar schatting meer dan 100.000 mensen stierven door uitputting en ziekte tijdens de aanleg van de spoorlijn.
Op 22 januari 2004 bezochten koningin Beatrix en kroonprins Willem-Alexander als onderdeel van hun staatsbezoek aan Thailand deze stad en legden een bloemenkrans bij een militaire begraafplaats waar 1896 Nederlanders begraven liggen.

## Bezienswaardigheden
In de stad zijn ook wat bezienswaardigheden te zien die betrekking hebben op de Brug over de rivier de Kwai, zoals:
- JEATH (Japan, Engeland, Australië, Thailand en Holland) Museum – in dit museum is allerlei informatie over de spoorlijn in oorlogstijd te vinden; tevens bevat het een gereconstrueerde gevangenbarak uit die tijd.
- Twee begraafplaatsen:
  - Ereveld Kanchanaburi met een kleine 7000 graven
  - Ereveld Chungkai met 1750 graven

## Galerij

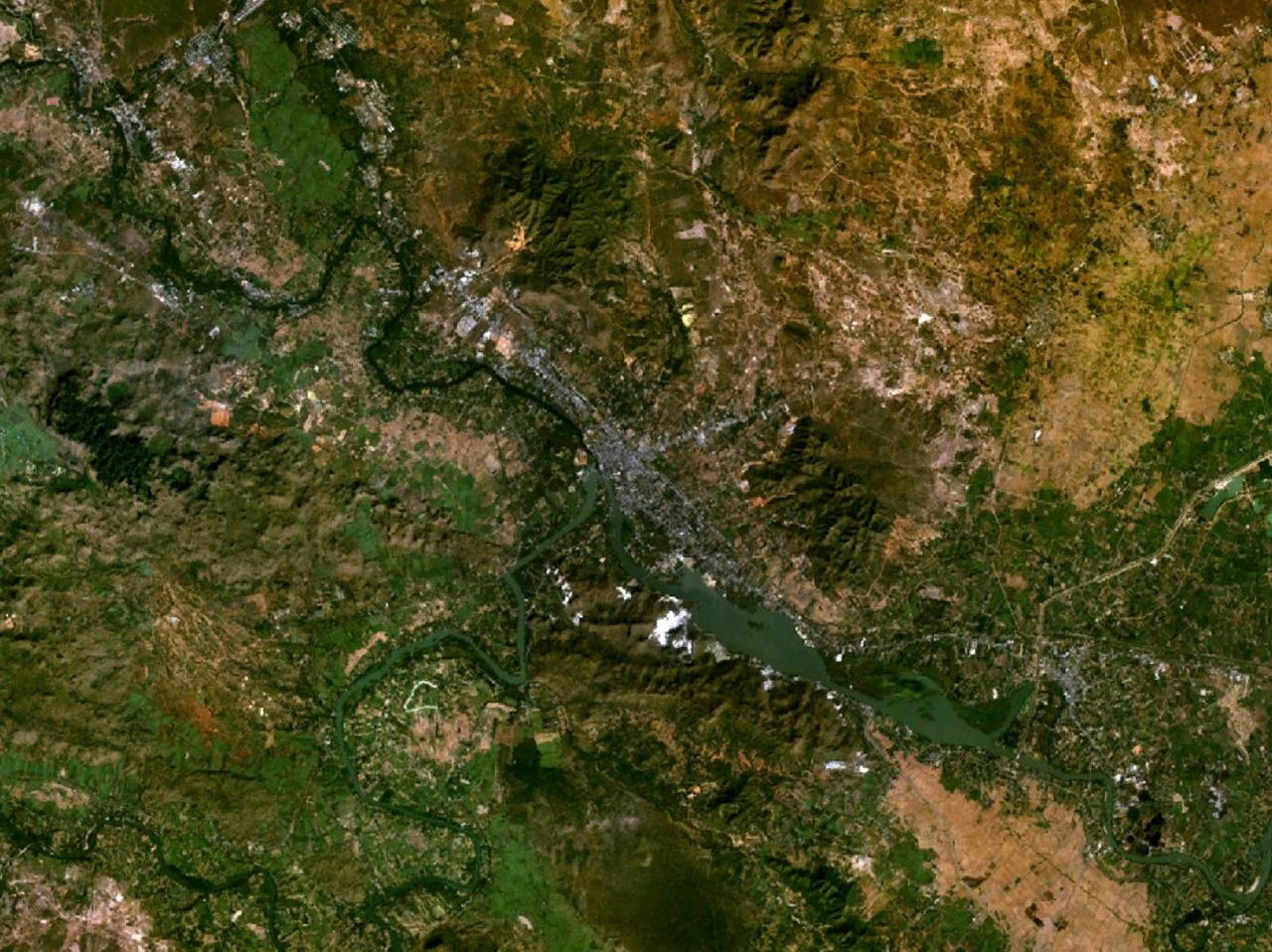
Satellietfoto van Kanchanaburi en omstreken
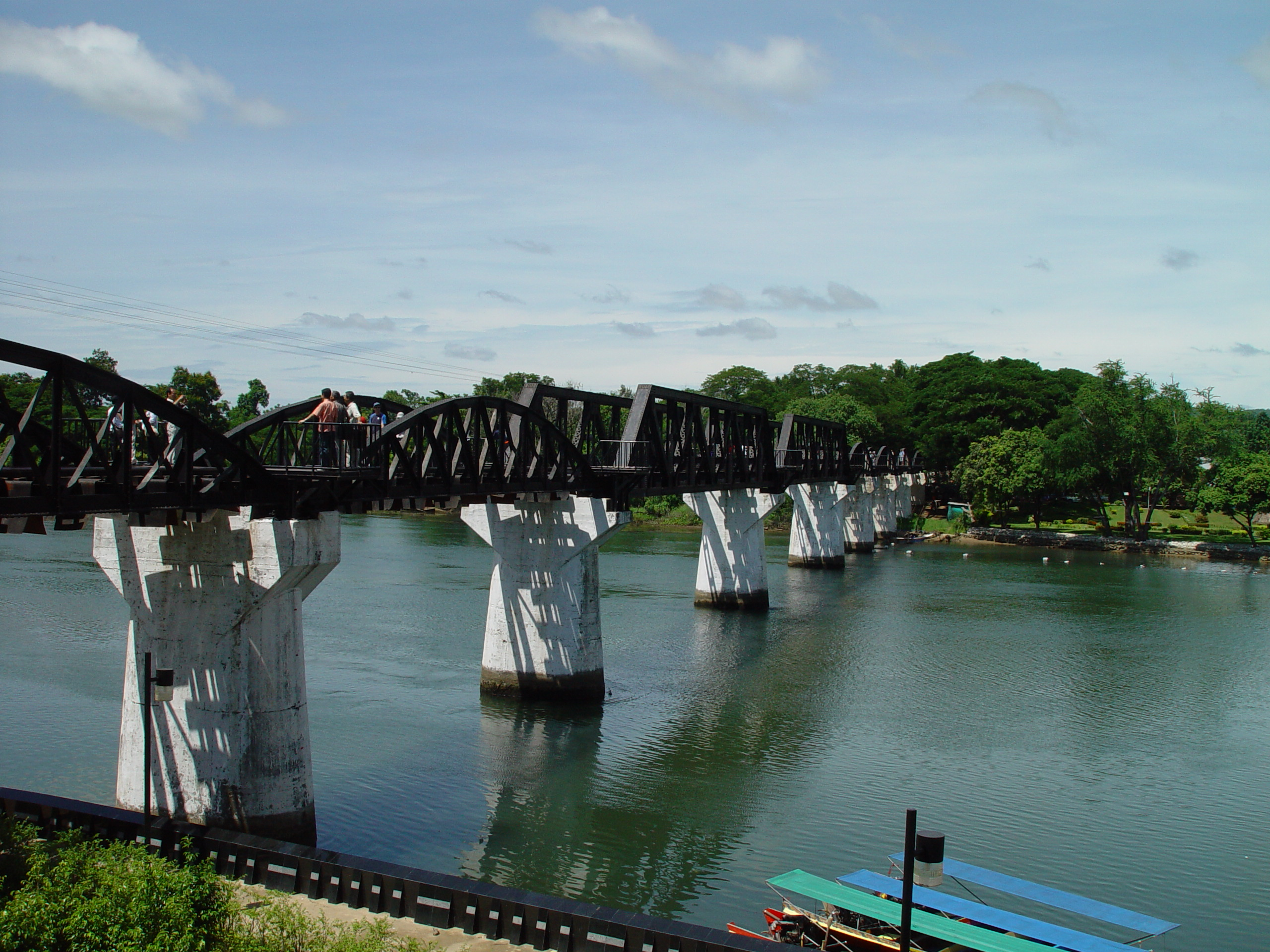
De brug over de rivier Khwae Yai
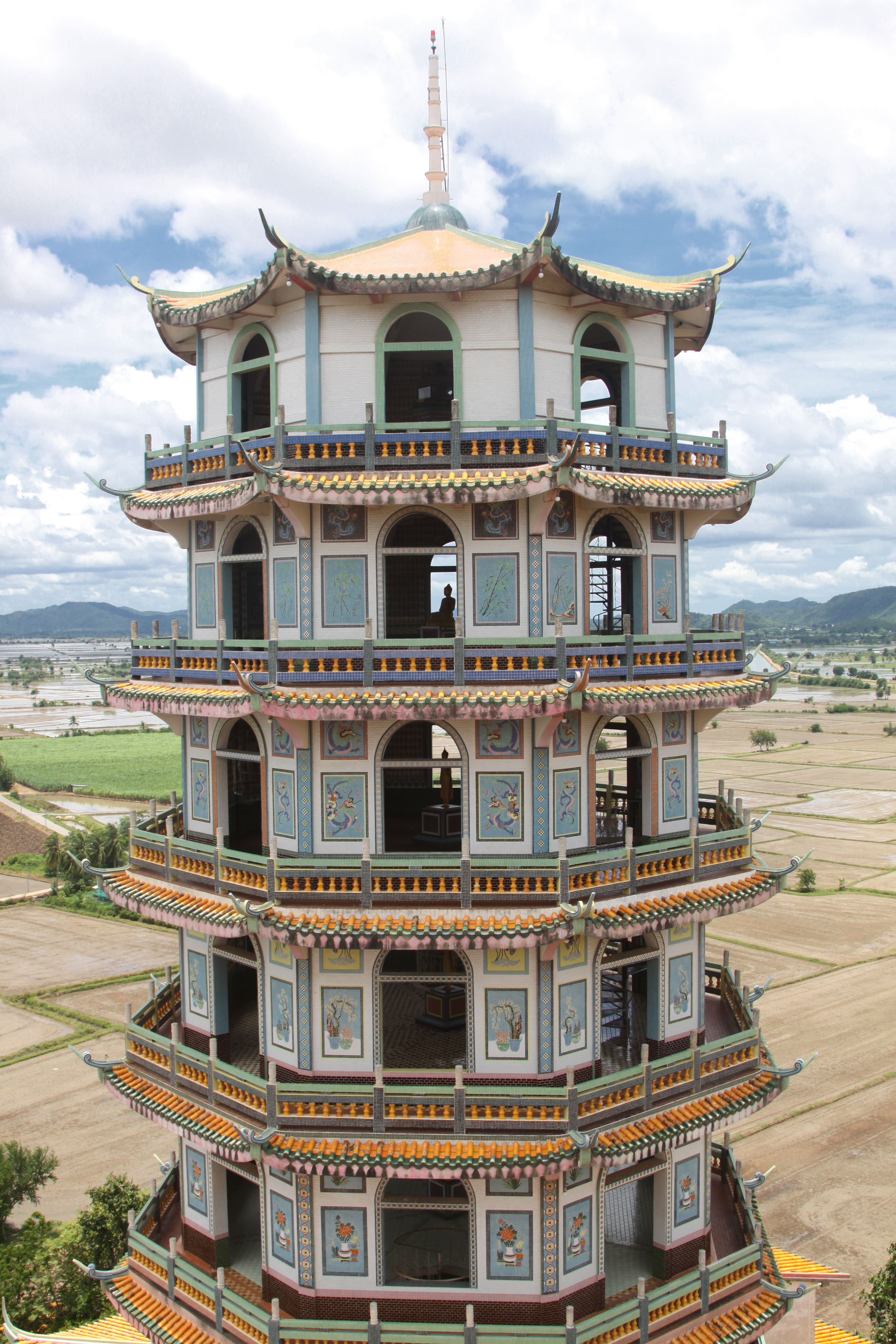
Pagode in de buurt van Kanchanaburi
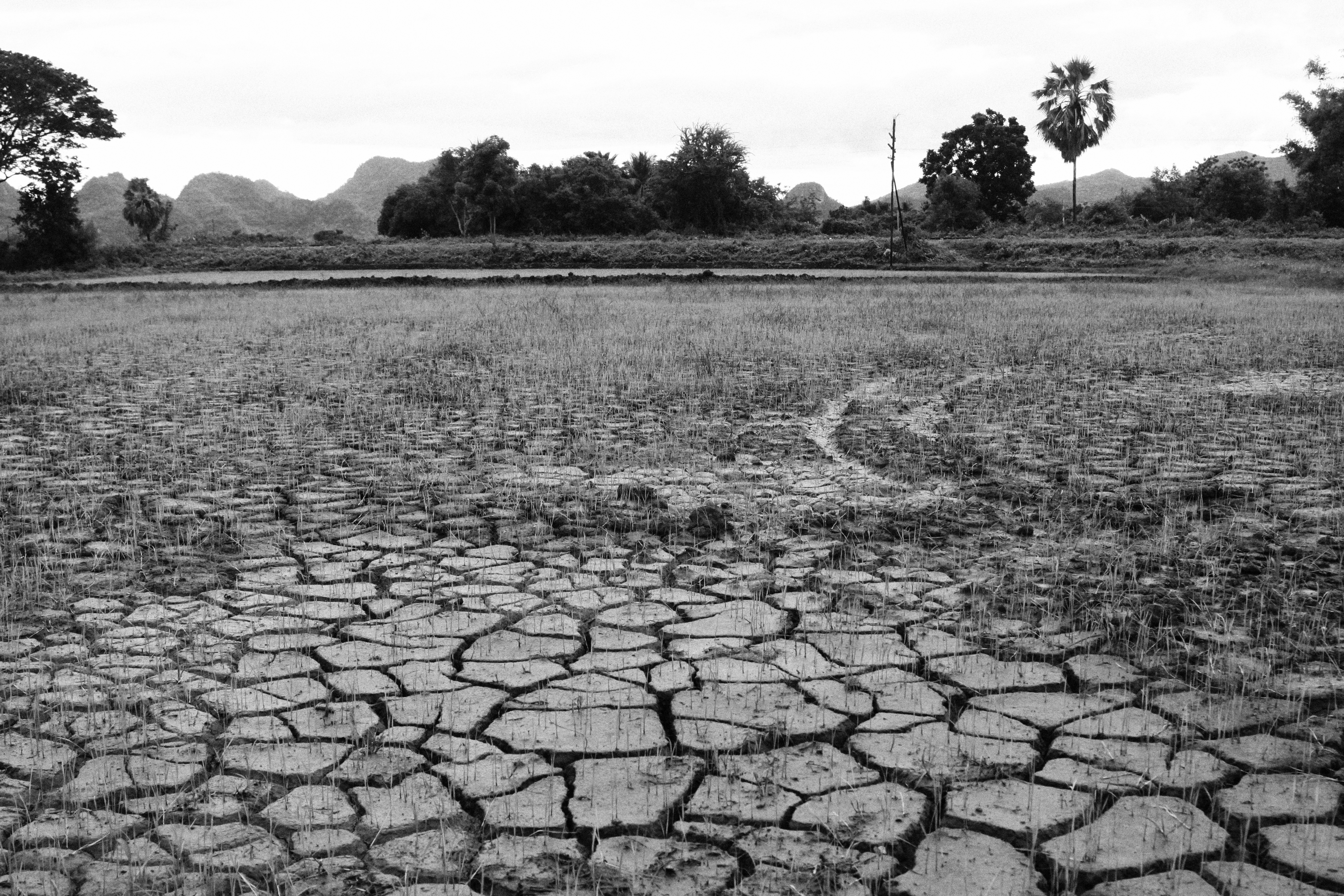
Droog landschap vlak buiten Kanchanaburi